# 猪名石前
猪名 石前（いな の いわさき）は、飛鳥時代から奈良時代にかけての貴族。姓は真人。近江守・韋那磐鍬の子。官位は従四位下・右京大夫。

## 経歴
正五位下に叙せられたのち、大宝3年（703年）備前守に任ぜられる。備前守在任中の大宝4年（704年）天皇に神馬を献上したところ、宮中の西楼上に慶雲が立ち上ったとことから、慶雲への改元が行われると共に、神馬献上の功績により正五位上に昇された。
和銅元年（708年）右京大夫に任ぜられて京官に復し、和銅4年（711年）従四位下に至る。和銅7年（714年）1月11日卒去。最終官位は散位従四位下。

## 官歴
『続日本紀』による。
- 時期不詳：正五位下
- 大宝3年（703年） 7月5日：備前守
- 慶雲元年（704年） 5月10日：正五位上
- 和銅元年（708年） 3月13日：右京大夫
- 和銅4年（711年） 4月7日：従四位下

## 系譜
- 父：韋那磐鍬[1]
- 母：不詳
- 生母不明の子女
  - 男子：為名福草[1]